# أولاف بو
أولاف بو (بالنرويجية البوكمول: Olav Bø)‏ هو مؤلف وبروفيسور نرويجي، ولد في 19 مايو 1918 في Bygland ‏ في النرويج، وتوفي في 26 يوليو 1998 في باروم في النرويج.